# Berylliumacetat
Berylliumacetat ist eine chemische Verbindung aus der Gruppe des Berylliumverbindungen und Acetate mit der Konstitutionsformel Be(CH3COO)2.

## Gewinnung und Darstellung
Berylliumacetat kann durch Reaktion von Berylliumoxidacetat in Eisessig mit Acetylchlorid gewonnen werden. Das Berylliumoxidacetat wird durch Reaktion von wasserfreiem Berylliumchlorid und Essigsäureanhydrid hergestellt.
{\displaystyle \mathrm {Be_{4}O(CH_{3}COO)_{6}+2\ CH_{3}COCl+2\ CH_{3}COOH} }
{\displaystyle \mathrm {\longrightarrow 4\ Be(CH_{3}COO)_{2}+2\ HCl+(CH_{3}CO)_{2}O} }

## Eigenschaften
Berylliumacetat ist ein nicht brennbarer Feststoff, welcher sich beim langsamen Erhitzen ab 60–100 °C, beim schnellen Erhitzen ab 150–180 °C zersetzt. Es gibt langsam, beim Erhitzen schnell Essigsäureanhydrid ab und geht in Berylliumoxidacetat über, welches sublimiert.
{\displaystyle \mathrm {4\ Be(CH_{3}COO)_{2}\longrightarrow Be_{4}O(CH_{3}COO)_{6}+(CH_{3}CO)_{2}O} }
Beim schnellen Erhitzen erfolgt teilweise Zersetzung zu Essigsäureanhydrid und Berylliumoxid.
{\displaystyle \mathrm {Be(CH_{3}COO)_{2}\longrightarrow BeO+(CH_{3}CO)_{2}O} }
Von kaltem Wasser wird es kaum angegriffen, hydratisiert aber in heißem Wasser.